# Linda Kozlowski
Linda Kozlowski (7 de gener de 1958) és una actriu americana. Va ser candidata al Premi Globus d'Or l'any 1987.

## Vida primerenca
Kozlowski va néixer i es va criar en una família americana d'origen polonès a Fairfield, Connecticut, filla de Helen E. (Parniawska) i Stanley M. Kozlowski (Stanisław Kozłowski). Es va llicenciar, l'any 1976, a l'Institut Andrew Warde. Kozlowski es va graduar en teatre a l'escola Juilliard el 1981.

## Carrera
Kozlowski va debutar entre el 1981 i 1982 amb la producció Com va començar tot. Va fer de Srta. Forsythe a Broadway a l'obra La mort d'un viatjant i l'any 1984 va fer el mateix paper a la versió de pel·lícula del 1985.
El seu gran paper va arribar l'any 1986 quan va ser l'actriu principal, juntament amb Paul Hogan, a la pel·lícula australiana Cocodril Dundee, on la química entre ambdós actors va traspassar a la vida real i van fer-se parella. L'any 1987, Kozlowski va ser nominada per un premi de Globus d'Or com a millor actriu de repartiment per la seva actuació com a Sue Charlton. Dos anys més tard, va tornar a acompanyar a Hogan a la segona part de Cocodril Dundee. També l'any 1988 va protagonitzar, juntament amb Bill Paxton, Tim Curry i Annie Potts, la pel·lícula Pass the Ammo i la minisèrie de televisió Favorite Son.
Des de llavors, ha aparegut en Almost an Angel l'any 1990, Backstreet Justice (amb Paul Sorvino) i El Veí (amb Rod Steiger) l'any 1994, i Village of the Damned el 1995. L'any 2001, va protagonitzar, un altre cop amb Hogan, Cocodril Dundee a Los Angeles, la pel·lícula amb menys èxit de la trilogia.
Va deixar d'actuar en gran part a causa de la insatisfacció amb els papers que aconseguia, declarant: «Aquestes pel·lícules que surten directes a vídeo anaven a fer-me tenir una úlcera, bàsicament perquè era l'única al plató que em preocupava de fer res... Entre això i el meu rellotge biològic, vaig decidir deixar-ho estar».

## Vida personal
Kozlowski es va casar amb Hogan el 5 de maig de 1990, després que ell es divorciés de la seva muller Noelene, amb qui havia estat casat dues vegades en els 32 anys anteriors, des de 1958 fins al 1981 i des del 1982 fins a 1990. Kozlowski i Hogan tenen un fill que es diu Chance. Kozlowski havia estat casada anteriorment al seu matrimoni amb Hogan. L'octubre de 2013, Kozlowski va sol·licitar el divorci de Hogan, argumentant diferències irreconciliables.

## Filmografia
| Any  | Títol                         | Funció           | Notes               |
| ---- | ----------------------------- | ---------------- | ------------------- |
| 1986 | Cocodril Dundee               | Sue Charlton     |                     |
| 1988 | Pass the Ammo                 | Claire           |                     |
| 1988 | Cocodril Dundee II            | Sue Charlton     |                     |
| 1990 | Gairebé un Àngel              | Rose Garner      |                     |
| 1993 | El Veí                        | Mary / Hatch     |                     |
| 1994 | Backstreet Justice            | Keri Finnegan    |                     |
| 1994 | Zorn                          | Emilie Bartlett  |                     |
| 1995 | Village of the Damned         | Jill McGowan     |                     |
| 2001 | Cocodril Dundee a Los Angeles | Demanda Charlton | (Última pel·lícula) |